# Autonoom Tadzjieks Arrondissement Taxkorgan
Het Autonoom Tadzjieks Arrondissement Taxkorgan is een van de autonome arrondissementen van de prefectuur Kaxgar in het westen van Xinjiang, China.

## Geografie
Het arrondissement Taxkorgan is gelegen in het oostelijke deel van het Pamir-plateau, waar de Kunlun, Kara Kunlun, Hindoekoesj en Tiensjan bij elkaar komen, aan de grens met Afghanistan (Wachan-corridor), Tadzjikistan (Gorno-Badachsjan) en Pakistan (Gilgit-Baltistan). De arrondissementshoofdstad is de stad Taxkorgan.
Het arrondissement meet 178 km van noord naar zuid en 140 km van oost naar west, met een totale oppervlakte van ongeveer 52.400 km², en een gemiddelde hoogte van rond 4.000 m.
De Muztagh Ata met 7.546 m en de Kongur met 7.719 m zijn de belangrijkste bergtoppen in het arrondissement. De twee belangrijkste rivieren zijn de Taxkorgan en de Tiznap. Er zijn verschillende warmwaterbronnen en voorkomens van goud, ijzer en koper.

### Klimaat
Taxkorgan heeft een koud woestijnklimaat (Köppen BWk), dat wordt beïnvloed door de grote hoogte, met lange, zeer koude winters en warme zomers. De maandelijkse gemiddelde dagtemperaturen variëren van −11,9 °C in januari tot 16,4 °C in juli, met een jaarlijks gemiddelde van 3,58 °C. Per jaar valt er gemiddeld slechts 68 millimeter neerslag.

### Verkeer
Door het arrondissement loopt de Karakoram Highway. De stad Taxkorgan is de laatste stad voor de Pakistaanse grens.

### Bevolking
De totale bevolking is 27.800, waaronder 84% Tadzjieken, 4% Han-Chinezen en 12% andere nationaliteiten. (cijfers van 1995)

### Belangrijkste plaatsen
| Conventioneel | Sarikoli (in IPA) | Oeigoers (K̢ona Yezik̢) | Oeigoers (Yenɡi Yezik̢) | Chinees              | Pinyin                      |
| ------------- | ----------------- | --------------------- | ---------------------- | -------------------- | --------------------------- |
| Taxkorgan     | [tɔʃqyrʁɔn]       | تاشقۇرغان             | Taxk̡urƣan              | 塔什库尔干           | Tǎshìkù'ěrgàn               |
| Tagarma       | [taʁarmi]         | تاغارما               | Taƣarma                | 塔合曼鄉             | Tǎhémàn                     |
| Tiznap        | [tiznef]          | تىزناپ                | Tiznap                 | 提孜那甫             | Tízīnàfǔ                    |
| Dafdar        | [ðavðɔr]          | دەفتەر                | Defter                 | 达佈达尔             | Dábùdá'ĕr                   |
| Weqa          | [watʃa]           | ۋەچە                  | Weqe                   | 瓦恰                 | Wǎqià                       |
| Baldir        | [baldir]          | بەلدىر                | Baldir                 | 班迪尔               | Bāndí'ĕr                    |
| Maryang       | [marjɔŋ]          | مارياڭ                | Maryang                | 马尔洋               | Mǎ'ĕryáng                   |
| Burumsal      | [bryŋsol]         | بۇرۇمسال              | Burumsal               | 布倫木沙鄉           | Bùlúnmùshā                  |
| Datong        | [tyŋ]             | داتۇڭ                 | Datung                 | 大同鄉               | Dàtóng                      |
| Koguxluk      | [quʁuʃluʁ]        | قوغۇشلۇق              | K̡oƣuxluk̡               | 库克西力克           | Kùkèxīlìkè                  |
| Kokyar        | [kɔkjar]          | كۆكيار قىرغىز يېزىسى  | Kɵkyar K̡irƣiz yezisi   | 科克亚尔柯尔克孜族乡 | Kēkèyà'ěr Kē'ěrkèzīzú xiāng |
| Mazar         | [mazur mutʃaŋ]    | مازار                 | Mazar                  | 麻扎                 | Mázhā                       |
|               | [mulin tʃaŋ]      |                       |                        |                      |                             |

## Geschiedenis
Taxkorgan was een protectoraat van de Parthen en daarna Sassaniden, totdat het omstreeks 640 tijdens de Tang-dynastie door China werd veroverd.
Na de Slag om Talas in 751 verloor China zijn grip op Centraal-Azië. Uiteindelijk kwam het gebied onder het Oeigoerse Rijk en de bevolking werd tot de islam bekeerd. In de 9e eeuw kwam het onder de Karachaniden, en in 1223 onder het Mongoolse Rijk, en na het uiteenvallen daarvan in 1225 onder het Kanaat van Chagatai.
In het midden van de 18e eeuw heroverde de Qing-dynastie het gebied voor China.
Het Autonoom Tadzjieks Arrondissement Taxkorgan werd opgericht in 1954.